# Великолюбінська спеціалізована школа-інтернат

Великолюбінська спеціалізована школа-інтернат

Великолю́бінська спеціалізо́вана шко́ла-інтерна́т для діте́й із ва́дами розумо́вого ро́звитку створена 1962 року.

## Місцезнаходження
Розташована у Львівській області, за адресою : Львівський район, селище Великий Любінь, вул. Замкова, 5.

## Історія
Навчальний корпус школи-інтернату розміщений у найстарішій будівлі селища — колишньому палаці барона Бруницького. Палац відреставрований у 2006—2007 рр. завдяки фінансовій допомозі громадянина Швейцарії отця Роберта Готса (понад три мільйони гривень) і понад мільйона гривень із обласного бюджету. 

## Сучасний стан
Нині у школі навчається 80 дітей.